# STEEL-鉄血の絆-
「STEEL-鉄血の絆-」（スティール てっけつのきずな）は、TRUEの楽曲。唐沢美帆が作詞、宮崎誠が作曲を手掛け、TRUEの7枚目のシングルとして前作『飛竜の騎士』リリースから2週間後の2016年2月24日にLantisから発売された。

## 音楽性
本曲はMBS・TBS系テレビアニメ『機動戦士ガンダム 鉄血のオルフェンズ 』のエンディングテーマに起用されており、同アニメの主人公が所属する組織「鉄華団」への応援歌として制作された。TRUE自身ガンダムファンであるため、『機動戦士ガンダム0080 ポケットの中の戦争』に似ている『鉄血のオルフェンズ』に関しては「燃え上がっている」という。

## アートワーク・ミュージックビデオ
YouTube上にShort Ver.が公開されたMVは、TRUEが荒野を歩く姿と、廃墟でバックバンドと共に歌う姿が交互に流れる演出となっている。荒野のシーンでは鉄の球体が映っており、TRUEはこれを「鉄のように強靭な揺るがない決意」だと語っている。
ジャケットは、荒野と鉄の球体を背景に鉄の華を抱いたTRUEが座っているものとなっており、随所で楽曲のテーマが表現されている。

## シングル収録内容
| 全作詞: 唐沢美帆。 |                                |           |            |      |
| #                  | タイトル                       | 作詞      | 作曲・編曲 | 時間 |
| 1.                 | 「STEEL-鉄血の絆-」            | 唐沢美帆  | 宮崎誠     | 5:24 |
| 2.                 | 「瓦礫の夢」                   | 唐沢美帆  | 山下洋介   | 3:59 |
| 3.                 | 「STEEL-鉄血の絆-」(off vocal) | 唐沢美帆  |            | 5:25 |
| 合計時間:          | 合計時間:                      | 合計時間: | 14:50      |      |

## チャート
| チャート（2016年）                | 最高位 |
| --------------------------------- | ------ |
| オリコン                          | 54     |
| Billboard Japan Hot 100           | 71     |
| Billboard Japan Hot Animation     | 14     |
| Billboard Japan Hot Singles Sales | 52     |